# Ацетиленид ртути(II)
Ацетиленид ртути(II) — неорганическое соединение 
металла ртути и ацетилена 
с формулой 3HgC2•H2O, 
не растворяется в воде,
белые кристаллы.

## Получение
- Пропускание ацетилена через водный раствор соли иодида ртути(II), иодида калия и гидроксида калия (реактив Несслера):

{\displaystyle {\mathsf {3HgI_{2}+3C_{2}H_{2}+KOH\ {\xrightarrow {}}\ 3HgC_{2}\cdot H_{2}O\downarrow +6KI+5H_{2}O}}}

## Физические свойства
Ацетиленид ртути(II) образует гидраты состава 3HgC2•H2O — белые кристаллы,
не растворяется в воде, этаноле и эфире.
При высушивании при 100 °С воду не теряет, при 110 °С разлагается, при быстром нагревании или ударе разлагается со взрывом.

## Химические свойства
- Реагирует с кислотами с образованием ацетальдегида и ацетилена:

{\displaystyle {\mathsf {3HgC_{2}\cdot H_{2}O+6HCl+2H_{2}O\ {\xrightarrow {}}\ 3HgCl_{2}+3CH_{3}CH{\text{=}}O}}}
{\displaystyle {\mathsf {3HgC_{2}\cdot H_{2}O+6HCl\ {\xrightarrow {}}\ 3HgCl_{2}+3C_{2}H_{2}+H_{2}O}}}
- Разлагается при медленном нагревании:

{\displaystyle {\mathsf {3HgC_{2}\cdot H_{2}O\ {\xrightarrow {110^{o}C}}\ 3Hg+6C+H_{2}O}}}